# بایندرسهایم
بایندرسهایم (به آلمانی: Beindersheim) یک شهر در آلمان است که در راین-پفلاتس-کرایس واقع شده‌است. بایندرسهایم ۲٬۹۰۶ نفر جمعیت دارد.